# Argithéa (ort i Grekland, Thessalien)
Argithéa är en ort i Grekland.   Den ligger i prefekturen Nomós Kardhítsas och regionen Thessalien, i den centrala delen av landet, 240 km nordväst om huvudstaden Aten. Argithéa ligger 953 meter över havet och antalet invånare är 206.
Terrängen runt Argithéa är bergig norrut, men söderut är den kuperad. Terrängen runt Argithéa sluttar norrut. Runt Argithéa är det ganska glesbefolkat, med 22 invånare per kvadratkilometer. Närmaste större samhälle är Pýli, 13,3 km nordost om Argithéa. I omgivningarna runt Argithéa växer i huvudsak blandskog.